# Pioniere in Ingolstadt
Pioniere in Ingolstadt is een West-Duitse dramafilm uit 1971 onder regie van Rainer Werner Fassbinder.

## Verhaal
Alma en Berta dromen over relaties, wanneer enkele soldaten naar hun stad komen om een brug te herstellen. Alma leert al gauw dat de soldaten alleen geïnteresseerd zijn in korte seksuele contacten. Berta wordt verliefd op Karl, een egoïstische soldaat die haar aan het lijntje houdt.

## Rolverdeling
| Acteur               | Personage |
| -------------------- | --------- |
| Hanna Schygulla      | Berta     |
| Harry Baer           | Karl      |
| Irm Hermann          | Alma      |
| Rudolf Waldemar Brem | Fabian    |
| Walter Sedlmayr      | Fritz     |
| Klaus Löwitsch       | Sergeant  |
| Margit Carstensen    | Margarete |
| Carla Egerer         | Frieda    |
| Günther Kaufmann     | Max       |
| Burghard Schlicht    | Klaus     |
| Elga Sorbas          | Marie     |
| Gunter Krää          | Gottfreid |
| Ulli Lommel          | Zeck      |